# Tel Yarmouth
Le site Tel Yarmouth est un site archéologique proche de la ville de Bet Shemesh en Israël. Le site, occupé durant l'âge du bronze, a été une cité fortifiée bâtie au sommet d'une colline.

## Géographie
Le site archéologique Tel Yarmouth est situé à 5 kilomètres au sud de la ville de Bet Shemesh (environ 25 kilomètres au sud-ouest de Jérusalem). Il se trouve sur les pentes et au sommet d'une colline. L'altitude du site est d'environ 300 mètres en son point le plus bas et 442 mètres pour son point le plus haut.
Sur le plan géologique, Tel Yarmouth est situé sur un affleurement de roches crayeuses.
La source la plus proche du site est à proximité du Wadi Yarmouth, à environ 2 kilomètres en contrebas de la colline,. Son débit moderne est faible.
Le site actuel n'est accessible que par de petits chemins.

## Description du site

### Aspects généraux
Le site Tel Yarmouth s'étend sur une surface d'environ 16 hectares. Deux zones composent le site : l'une située plus en hauteur (niveau du sommet de la colline) et l'autre située plus en contrebas. La zone située en hauteur occupe une surface d'approximativement 1,5 hectare.

### Zone en contrebas
Un talus marque la limite entre l'extérieur du site et sa partie basse. Ce talus est bien marqué et des vestiges d'un mur cyclopéen s'y trouvent intégrés. Plusieurs structures topographiques particulières sont intégrées au complexe talus - mur, probablement des traces de portes.
Le complexe talus - mur s'appuie sur un système de terrasses. L'ensemble de cette structure architecturale permet d'offrir aux constructions (ex : mur) des surfaces plus régulières.
Au nord se trouve une large dépression en forme de demi-cuvette. Selon les experts, cette structure pourrait avoir été utilisée comme bassin de collecte pour les eaux de pluie. Cette hypothèse est renforcée par le caractère imperméable du sol (craie) ainsi que l'absence d'un point d'eau naturel dans le site.
Au niveau de la zone ouest, la couche de surface contient principalement quelques tessons de poterie, datés de l'époque byzantine. Les restes d'un grand bâtiment datant vraisemblablement de cette époque ont également été mis au jour dans cette zone.
Les fouilles menées dans les couches stratigraphiques de la zone ouest ont fait apparaître des vestiges de constructions de plusieurs époques du bronze (bronze IIIA, IIIB et II) ainsi que des tessons du bronze I.

## Interprétation historique

### Contexte général
Selon les spécialistes, il est probable que le site Tel Yarmouth corresponde à la cité biblique de Yarmouth. Il est vraisemblable que 3 routes majeures passaient par ou à proximité du site durant l'Antiquité : la route de Shéphélah, la route de la vallée des Térébinthes et la route de la vallée de Sorek,. Ces routes étaient actives de la période du fer à l'époque byzantine. Il est possible qu'elles aient été utilisées plus tôt, dès la période du bronze.
Le site Tel Yarmouth se décompose en deux parties : une ville basse et une ville haute fortifiée (du type d'un acropole). Les deux parties ont été fondées durant la période du bronze mais les vestiges montrent une dynamique d'occupation différente. La ville basse a en effet été occupée uniquement pendant la période du bronze tandis que la ville haute l'a été durant cette période mais également aux périodes hellénistique, romaine et byzantine.
Un mur d'enceinte parcouru de quelques portes sépare la ville basse de l'extérieur. Il est vraisemblable qu'un bassin servait à collecter et conserver de l'eau douce.

### Période du bronze
L'occupation du site a commencé vraisemblablement lors de la période du bronze ancien, aux environs de 3200 BC,. Celle-ci s'est perpétuée durant toute cette période, soit près de 1 000 ans.

### Période byzantine
Dans la ville basse, un caravansérail ou une exploitation agricole a été construit durant l'occupation byzantine,.

## Recherches scientifiques, préservation et protection

### Campagnes archéologiques
En 1970, une campagne de fouilles et de sondages a été réalisé sur le site de Tel Yarmouth,.
Une mission archéologique franco-israélienne a mené des fouilles sur le site à l'été 1980.